# Presqu’ile Provincial Park
Der Presqu’ile Provincial Park ist ein nur 9,82 km² großer Provinzpark in der kanadischen Provinz Ontario. Der Natural Environment Park liegt im Süden der Provinz, auf dem Gebiet der Gemeinde Brighton im Northumberland County.
Der Park gehört, sowohl im Sommer- wie auch im Winterhalbjahr, zu den zehn am meisten besuchten Parks in der Provinz.

## Anlage
Der Park liegt am südlichen Rand des Kanadischen Schildes, östlich des Greater Golden Horseshoe, auf einer Halbinsel am Nordufer des Ontariosees. Östlich der Halbinsel liegt die „Presqu’ile Bay“ und westlich die „Popham Bay“. Der Halbinsel ragt dabei L-förmig in den See. Südwestlich des Punktes, an dem die Halbinsel nach Osten abknickt, schließen sich mehrere Inseln an, die ebenfalls zum Park gehören. An der Ostspitze der Insel liegt „Presqu’ile Point“ mit dem Leuchtturm. Ebenfalls an der Ostspitze umschließt der Park auch Privatgebiet.
Die nächstgrößere Stadt ist Brighton, unmittelbar nördlich des Parks.

## Geschichte
Der „Presqu’ile Park“ wurde 1922 auf Grund eigener gesetzlicher Regelung eingerichtet und erst 1954 durch den „Provincial Parks Act“ zu einem Provinzpark. Vor der Ankunft europäischer Siedler war das Gebiet, in dem heute der Park liegt, traditionelles Siedlungs- und Jagdgebiet der First Nations, hier der Huronen bzw. der Mohawk.
Ein erster Leuchtturm an „Presqu’ile Point“ wurde 1840 erbaut und der heutige gehört zu den ältesten noch aktiven Leuchttürmen in Ontario.

## Flora und Fauna
Der südliche Teil der Halbinsel besteht überwiegend aus Kalkstein und war ursprünglich nicht mit dem Festland verbunden. Im Laufe der Zeit wurde der südliche Teil mit dem Festland durch einen Tombolo verbunden. 
Das Ökosystem des Parks ist für seine Sanddünen und Strände bekannt, außerdem umfasst er eine Vielzahl von Ökosystemen von provinzieller Bedeutung. An der „Presqu’ile Bay“ umfasst der Park Marschland. Die Vegetation in den Dünen und den Marschgebiete entspricht denen an den Ufern der Großen Seen. Mehrere der vorkommenden Arten sind von provinzieller oder regionaler Bedeutung.
Der Park beherbergt laut Beobachtung der Parkverwaltung über 330 Vogelarten, von denen hier auch rund 130 Arten brüten. Unter den vorkommenden Arten sind einige seltene Arten und der Park ist als Zwischenstopp für wandernde Küstenvögel von Bedeutung. Die Vielfalt der verfügbaren Lebensräume (Äcker, Dünen, Sümpfe und Feuchtgebiete und Waldstücke) schafft ein Umgebung, die einer reichen Vielfalt der Vogelwelt sehr förderlich ist. Zu den selteneren oder bedeutenderen Arten die im Park vorkommen gehören Bergenten, Hudsonbrachvögel (Numenius hudsonicus), Ringschnabelmöwen, Raubseeschwalben, Königsrallen (Rallus elegans), Ohrenscharben und Amerikanische Zwergdommeln.
Der Park spielt auch eine Rolle in der Migration der Monarchfalter.

## Aktivitäten
Der Park ist bei Wanderern sowie Wassersportlern ein beliebtes Ziel. Genutzt wird er zumeist von Besuchern aus dem südlichen Ontario. Der Park hat rund 300 Stellplätze für Wohnmobile und Zelte sowie einen Zeltplatz für Gruppencamping. Der Park ist dabei in verschiedene Zonen eingeteilt, in denen eine unterschiedliche Nutzung erlaubt oder grundsätzlich ausgeschlossen ist.